# Žabljaks kommun
Žabljaks kommun (serbiska: Општина Жабљак, Жабљак) är en kommun i Montenegro. Den ligger i den norra delen av landet. Arean är 445 kvadratkilometer. Huvudort är Žabljak.